# Ryska arkiv
Ryska arkiv innehåller traditionella arkivdata från landets historia. Från tsarismen till ryska revolutionen, industrialiseringen, ekonomisk utveckling och internationella relationer, men även mörkare aspekter som arbetsläger (Gulag), politiska rättsprocesser och statlig terror - de ryska arkiven innehåller element av alla dessa aspekter. När arkiven gjordes tillgängliga för forskare i början på 1990-talet innebar detta en revolution i Sovjetforskningen. Arkiven från KGB och den militära underrättelseorganisationen GRU har dock aldrig varit tillgängliga för forskning och situationen har allvarligt försämrats efter de första åren av stor öppenhet. Idag är mängder av tidigare öppna arkiv åter stängda och någon liberalisering är inte inom synhåll. 
De ryska arkiven innehåller inte bara dokument om sin egen historia, där finns även dokument som rör omvärlden. Exempelvis betydande samlingar över arbetarrörelsens historia, men även information om Sovjets kontakter med, och syn på, länder i sin omvärld. På detta tema har flera publikationer utkommit senaste åren.
Allt material i arkiven är av förklarliga skäl inte ännu tillgängliga för allmänheten. Ryska myndigheter arbetar systematiskt med att ta bort hemlighetsstämpling, vilket sker kronologiskt och tematiskt. Exempelvis är material om Sovjets militär-industriella komplex från 1920-1950 tillgängligt i stor utsträckning, medan material från senare perioder på detta tema ännu inte är tillgängligt. Betydande mängder material om straffläger och specialbosättningar har gjorts tillgängliga, likaså protokoll från Politbyråns sammanträden fram till tidigt 1960-tal. Vissa delar, om till exempel skilda ting som Gosplan och KGB, har gjorts tillgängliga fram till tiden för Sovjetunionens fall 1991.

## De ryska arkivinstitutionerna
De ryska arkiven är uppdelade dels på stats- och regionsnivå, men också tematiskt. Det dominerande statsarkivet är GARF, "Det ryska statsarkivet", med sitt systerarkiv RGAE, "Det ryska statsarkivet för ekonomi". Dessa finns online De tematiskt ordnade arkiven är exempelvis RGALI, "Det ryska statsarkivet för litteratur och konst" och RGANI, "Det ryska arkivet för nutidshistoria". Även dessa finns online. Gemensamt för nämnda arkiv är att de är i huvudsak koncentrerade till Moskva organisatoriskt och vad avser samlingar. Regionala arkiv å andra sidan är ofta kvar i den region de avser täcka, sålunda är den som vill specialstudera Volgograds historia hänvisad till deras lokala arkiv. Inte sällan finns dock dupliceringar av de viktigaste regionala dokumenten i statsarkiven. 
I RGALI:s samlingar finns originaldokument och brev från ryska författare och intellektuella, till exempel Maksim Gorkij.
I RGASPI, "arkivet för social och politisk historia", finns unika samlingar av den internationella arbetarrörelsens historia från tidigt 1800-tal och framåt; exempelvis originaldokument av Karl Marx och Friedrich Engels, Vladimir Lenin och Josef Stalin, Sovjets mest kända ledare. Här finns också dokument från skandinaviska, engelska, franska och tyska arbetarrörelsens historia.  
RGVA är Ryska militära statsarkivet.